# Hersenbalk
Het corpus callosum of de hersenbalk is een structuur in de hersenen die de twee grote hersenhelften met elkaar verbindt en zorgt dat ze informatie kunnen uitwisselen. Het bestaat uit een bundel van witte stof die vermoedelijk meer dan 200 miljoen axonen bevat. Het bestaat vooral uit zenuwuitlopers van cellichamen die zich elders bevinden.

## Anatomie

### Vier delen
Het corpus callosum bestaat van opzij gezien uit vier delen. Van voor naar achteren: het rostrum, het genu (balkknie), de truncus en het splenium. Van bovenaf gezien hebben de vezels van het corpus callosum de vorm van een in de breedte uitgerekt hoefijzer. De hoefijzervormige vezels die door het splenium  aan de achterzijde en door het genu aan de voorzijde lopen heten forceps major, grote tang en forceps minor, kleine tang. De forceps major verbindt beide occipitale kwabben, en de forceps minor verbindt beide frontale kwabben. In het verleden werd uit onderzoek opgemaakt dat het splenium bij de vrouw dikker zou zijn dan bij mannen, maar deze misvatting is in 1997 weerlegd.

### Twee soorten interhemisferische vezels
Veel zenuwvezels van de hersenbalk verbinden homotope gebieden, dat wil zeggen gebieden die in corresponderende delen van de hersenhelften liggen. Zo zullen frontale gebieden in de linkerhersenhelft verbindingen hebben met frontale gebieden in de rechterhersenhelft. Vooral de secundaire visuele gebieden hebben veel interhemisferische verbindingen. Dat zijn verbindingen tussen de hersenhelften. Een uitzondering hierop vormen de primaire (visuele, tast en motorische) corticale gebieden.
Behalve homotope verbindingen zijn er ook verbindingen met heterotope gebieden: deze zijn een afspiegeling van gebieden in dezelfde hersenhelft waarnaar de zenuwvezel projecteert. Zo zal een prefrontaal gebied een verbinding vormen met het premotore gebied binnen dezelfde, maar ook binnen de andere hersenhelft.

## Pathologie
Als het corpus callosum is doorgesneden, dus bij een callosotomie of hersenbalkdoorsnijding, is er sprake van een gespleten brein. Bij mensen die aan een ernstige vorm van epilepsie lijden, en waarbij alle vormen van medicatie hebben gefaald, wordt soms het corpus callosum doorgesneden, zodat de epileptische haarden in de ene hersenhelft niet voor verstoringen in de andere hersenhelft kunnen zorgen. Deze operaties blijken doorgaans succesvol te zijn. Soms leidt dit echter tot zeer vreemde bijwerkingen zoals het alien-handsyndroom.
Meer voorbeelden zijn een gedeeltelijk of geheel ontbreken van de hersenbalk bij mensen heet agenesie van het corpus callosum, een gespleten brein en septo-optische dysplasie of syndroom van De Morsier.

## Dieren
Sommige dieren, de cloaca- en buideldieren, hebben geen hersenbalk:.

## Naam
De Latijnse naam corpus callosum is een vertaling van Andreas Vesalius van het Griekse begrip τυλώδης σῶμα tulōdes sōma van de Griekse arts Galenus. Zowel corpus als σῶμα betekenen lichaam en callosum en τυλώδης eeltig. De naam kan verklaard worden doordat het corpus callosum hard afsteekt/aanvoelt ten opzichte van het zacht aanvoelende merg van de grotehersenhelften. In het Nederlands komt ook de naam eeltachtig lichaam der hersenen voor.
De naam hersenbalk of in het Duits Hirnbalken is een vertaling uit het Latijn van trabs cerebri, met trabs, balk en cerebri, 'van de hersenen'.